# Макаров, Павел Александрович (Герой Советского Союза)
Па́вел Алекса́ндрович Мака́ров (10 ноября 1921, дер. Рязань, Череповецкая губерния — 24 марта 1944, у села Иванковцы, Хмельницкая область) — сержант Рабоче-крестьянской Красной Армии, участник Великой Отечественной войны, Герой Советского Союза (1944).

## Биография
Родился 10 ноября 1921 года в деревне Рязань (ныне — Череповецкий район Вологодской области). После окончания Череповецкого механического техникума работал в артели. В феврале 1942 года был призван на службу в Рабоче-крестьянскую Красную Армию и направлен на фронт Великой Отечественной войны.
К марту 1944 года сержант П. А. Макаров командовал орудием 7-го стрелкового полка 24-й стрелковой дивизии 18-й армии 1-го Украинского фронта. Отличился во время освобождения Хмельницкой области Украинской ССР. 24 марта 1944 года расчёт П. М. Макарова участвовал в отражении крупной немецкой контратаки на шоссе Сатанов-Гусятин в районе села Иванковцы Городокского района, уничтожив 2 танка. В том бою погиб. Похоронен в братской могиле в Иванковцах.
Указом Президиума Верховного Совета СССР от 23 сентября 1944 года сержант Павел Макаров посмертно был удостоен звания Героя Советского Союза. Также был награждён орденом Ленина и медалью.
В его честь названы улицы в посёлках Сатанов и Суда.